# Clitelo

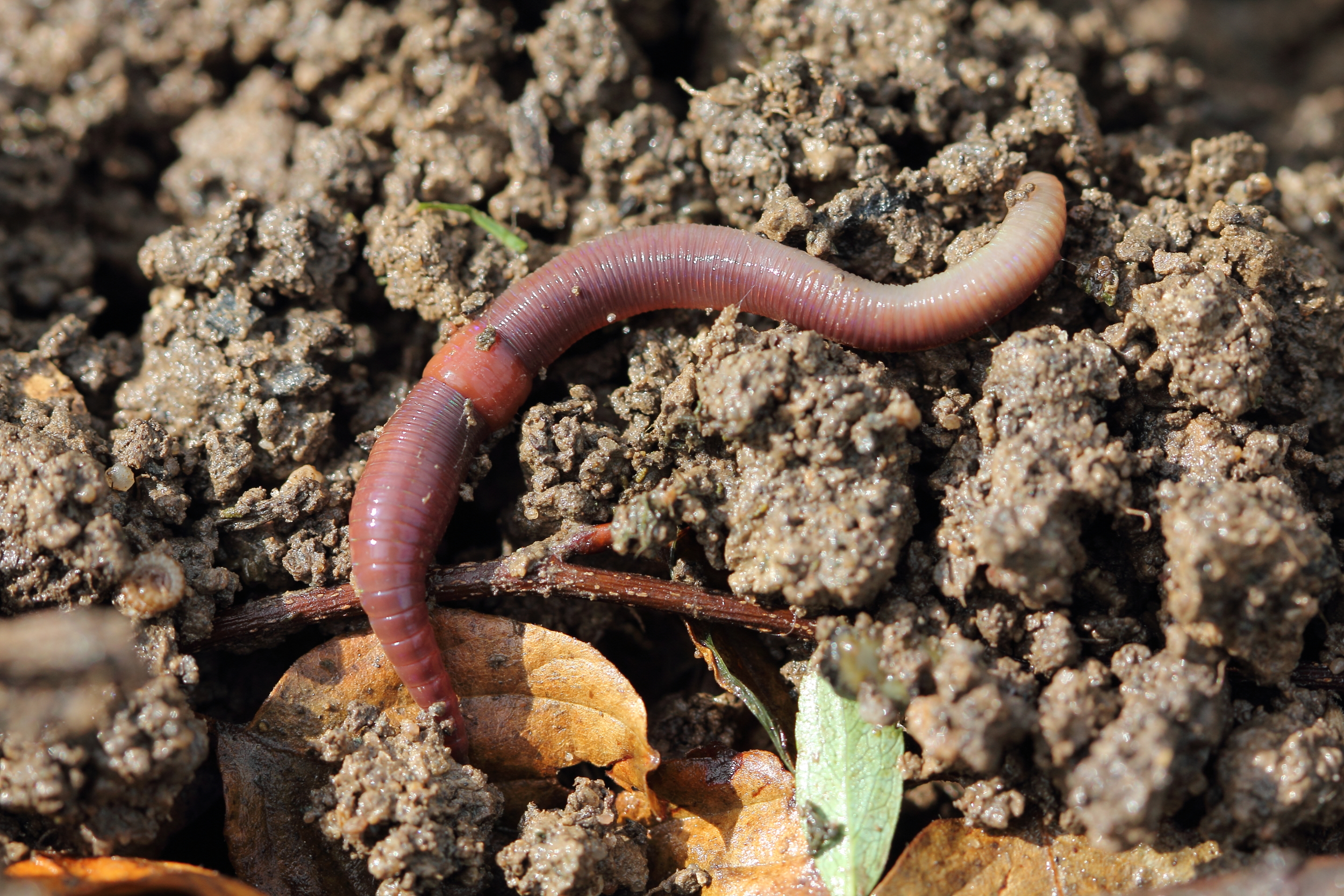
Minhoca da espécie Lumbricus rubellus, com clitelo evidenciado.

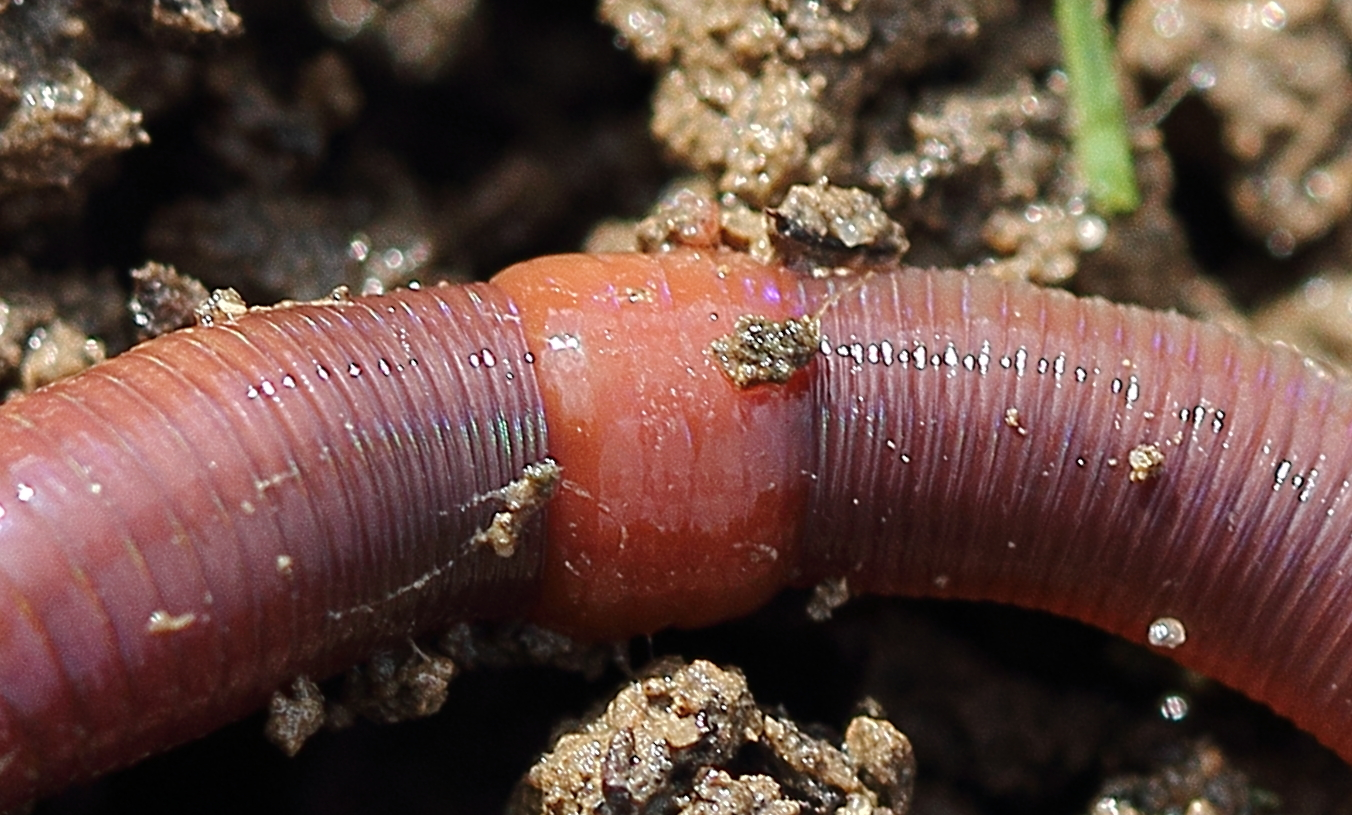
Close-up de um clitelo em Lumbricus rubellus.

Clitelo (do latim “sela”) é uma região de tecido glandular existente em alguns grupos de anelídeos, e é especialmente importante para a estratégia de reprodução. A presença dessa estrutura anatômica deu origem ao nome do grupo dos Clitellata, que, por sua vez, é formado pelas subclasses Oligochaeta e Hirudinea, representados pelas minhocas e sanguessugas, respectivamente. A região clitelar abrange segmentos vizinhos, nos quais a epiderme se apresenta bastante espessada, com glândulas unicelulares, formando um cinturão ou anel que envolve parcial ou totalmente o corpo do animal. Em alguns clitelados, como as minhocas por exemplo, essa estrutura é altamente evidente, já em outros, como no caso das sanguessugas, a estrutura fica evidente apenas na fase reprodutiva. O Clitelo possui como funções principais a produção de muco para possibilitar a cópula, secreção da parede que forma o casulo onde serão depositados os ovos e a secreção de albumina (fonte de alimento para os embriões). 

## Funções

### Produção de muco para a cópula
Durante a cópula o clitelo secreta um tubo mucoso ao redor dos segmentos, incluindo ao redor do próprio clitelo. Esse muco ajuda os animais a ficarem fixos na posição necessária para a cópula.

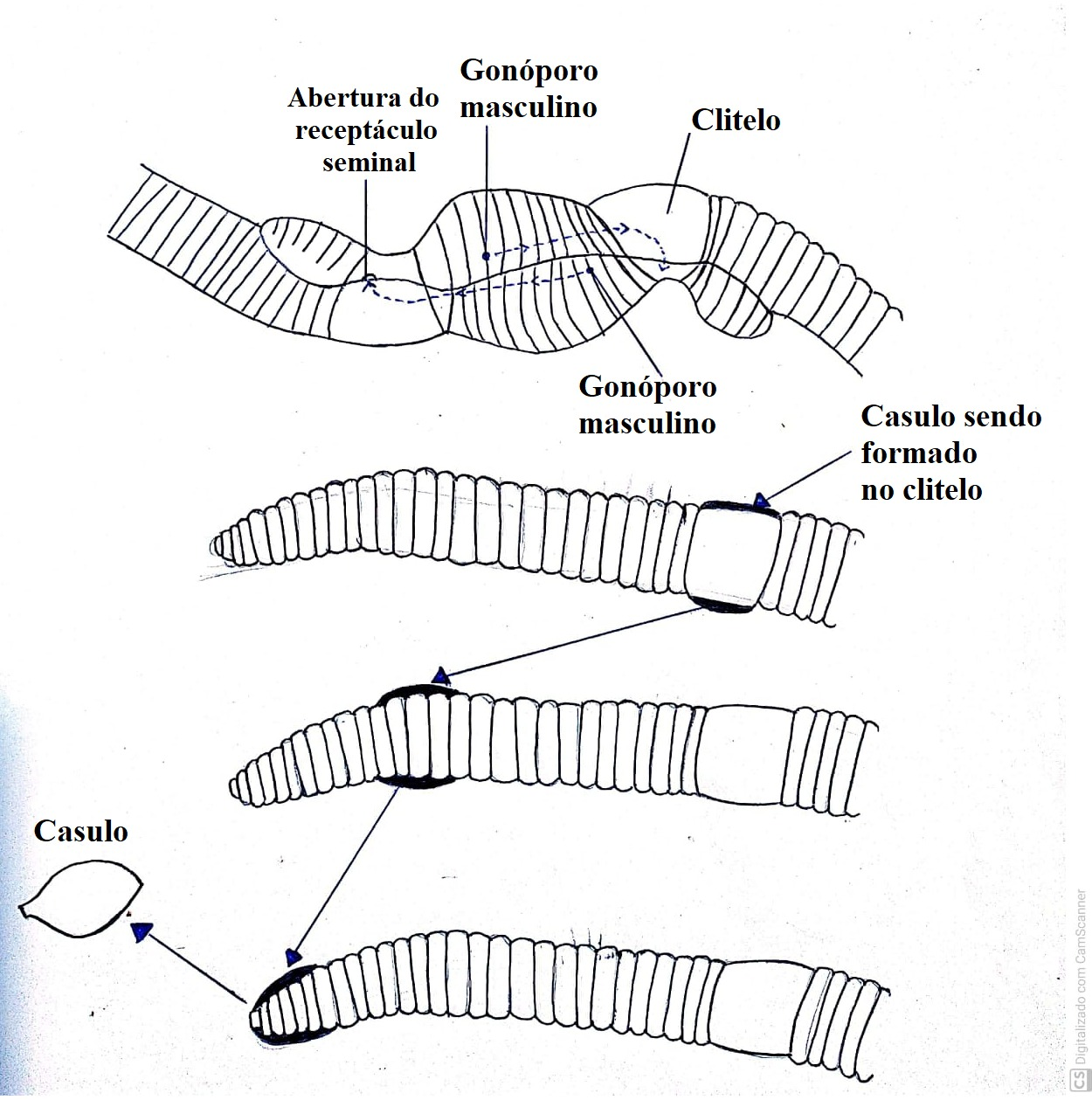
Esquema representando a participação do clitelo na reprodução e formação do casulo em Oligochaeta.

### Secreção  da parede que forma o casulo
Poucos dias após o evento copulatório, o clitelo secreta uma camada mucosa espessa ao seu redor.  Essa camada é composta por um material semelhante à quitina, formando a parede do casulo, onde serão depositados os ovos. As células que secretam a parede do casulo são ricas em grânulos que contém microtúbulos, retículos endoplasmáticos e complexos de Golgi. Após a deposição do casulo os grânulos ficam parcialmente esgotados. O casulo depois de formado se desprende do corpo do animal. No ato de liberação do corpo, o casulo constringe suas  extremidades selando-as. 

### Secreção de albumina
A camada mais profunda do clitelo secreta albumina no espaço entre a parede do casulo e o clitelo.  Essa proteína serve de alimento para os embriões, por isso, os ovos desses anelídeos praticamente não possuem vitelo. A albumina se acumula no casulo durante o período entre o quarto e o décimo segundo dia após a fertilização.

### Regeneração
Pesquisas sugerem que o clitelo é um dos responsáveis pela regeneração tecidual após lesões e amputações em algumas espécies de clitelados terrestres, porém a forma como esse processo ocorre ainda está sendo estudada. 

## Morfologia
A nível de espécie, a posição exata do clitelo e o número de segmentos envolvidos não variam entre os indivíduos, entretanto, o número de segmentos que formam o clitelo variam consideravelmente entre os táxons. De forma geral, os organismos aquáticos possuem dois segmentos clitelares, Lumbricus possui de seis a sete, enquanto Glossoscolecidae pode possuir até 60 desses segmentos. Nas espécies aquáticas e também em minhocas Megascolecidae, o clitelo costuma se localizar na região dos gonóporos femininos, todavia, na maioria das minhocas o clitelo se encontra na região posterior ao gonóporo. 
Nas sanguessugas verdadeiras, o clitelo se localiza entre os segmentos nove e onze, o poro masculino se localiza no segmento dez e o feminino, no onze. O tamanho do clitelo, medido pelo número de segmentos que ocupa, e a sua localização no corpo do animal são essenciais como caracteres taxonômicos. 

## Ultraestrutura
O clitelo consiste em células de suporte semelhantes às da epiderme normal. O epitélio clitelar costuma ser monoestratificado em espécies aquáticas e pluriestratificados  em espécies terrestres, nas margens anterior e posterior ocorre uma redução gradual da altura das células que realizam a transição entre o clitelo e a epiderme não modificada. 
O clitelo é composto por dois tipos distintos de células secretoras, as células clitelares granulares e as globulares. Estudo sugerem que as células clitelares granulares secretam a parede do casulo e as células globulares o material que envolve os embriões em desenvolvimento.
As células granulares são esféricas e ligadas à membrana plasmática,  na região basal da célula se encontra o núcleo e o complexo de Golgi bem visível. O retículo endoplasmático rugoso é extenso e está presente por toda a célula, há também vesículas que ocorrem na região basal e nas regiões periféricas. As mitocôndrias são pequenas e numerosas. Na região apical de cada célula granular há um poro que possui um anel de microvilosidades. A substância secretada por essas células clitelares é uma glicoproteína neutra com porções de mucopolissacarídeo e proteína com baixos níveis de lipídio.
Células globulares são constituídas de glóbulos translúcidos ligados à membrana. O núcleo encontra-se alojado basalmente. O retículo endoplasmático rugoso é menos extenso em comparação ao presente em células clitelares granulares, sendo restrito principalmente à parte basal e às partes  marginais da célula. As mitocôndrias estão presentes e o complexo de Golgi ocorre nas regiões laterais. Do complexo de Golgi saem vesículas maduras que contém um material fibroso. Segundo estudos, a substância secretada pela célula globosa dá indícios de ser um muco ácido.

## Grau de desenvolvimento em Clitelados

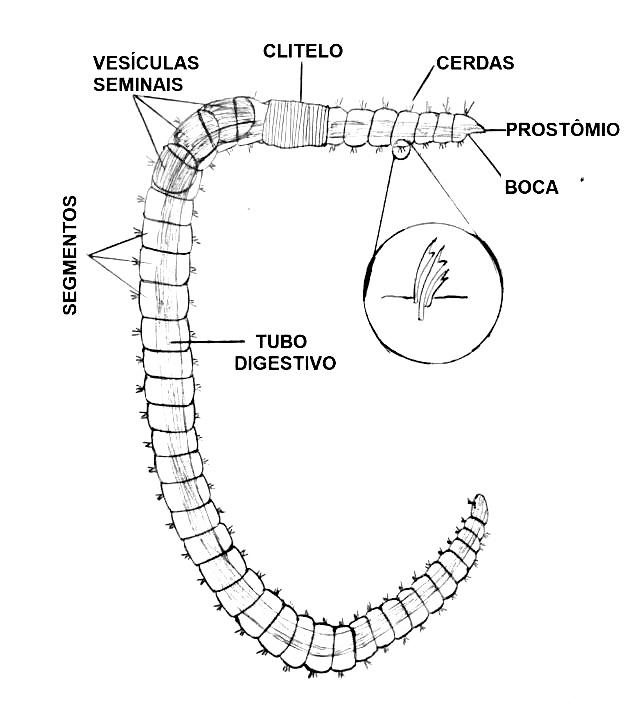
Esquema anatômico de Oligochaeta (minhoca) demonstrando a localização do clitelo.

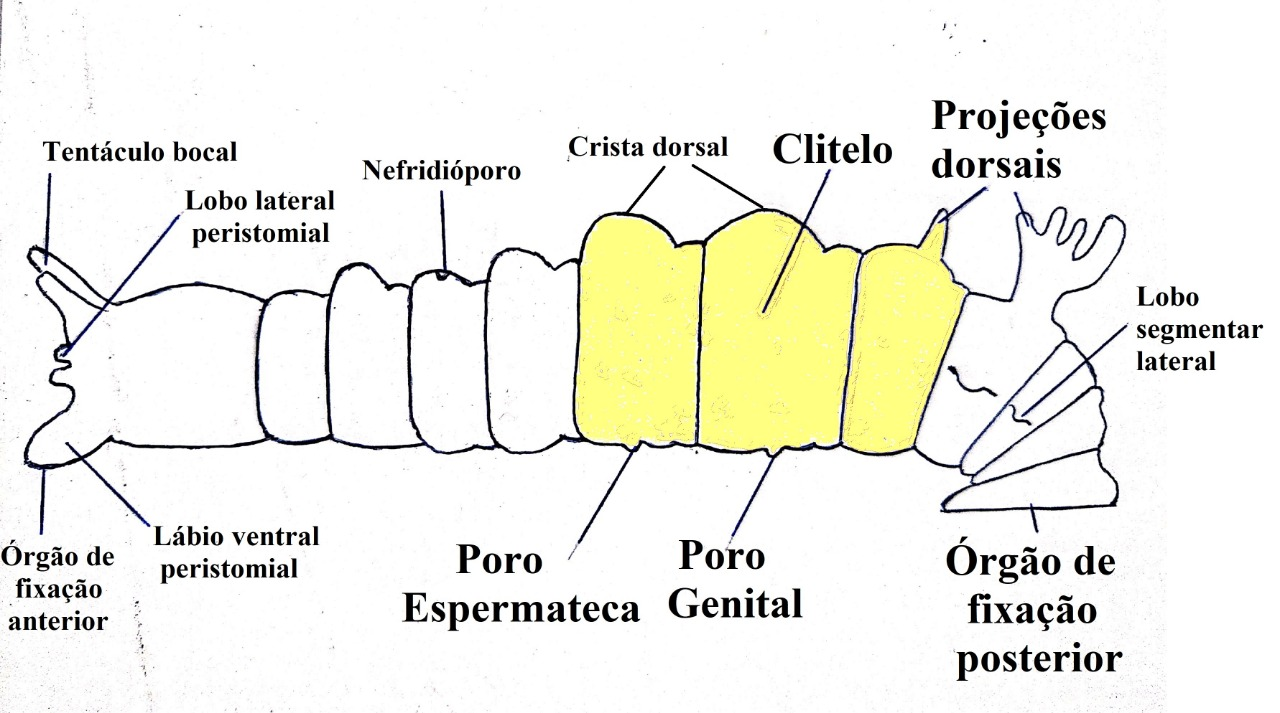
Esquema da anatomia de Branchiobdellida, exemplificando uma região clitelar (destacada em amarelo) de um representante de Hirudinea.

O grau de desenvolvimento do clitelo pode variar não apenas de um grupo para outro mas também entre as estações do ano. Nas minhocas, por exemplo, as glândulas clitelares que executam três funções distintas também formam três camadas diferentes. As glândulas que secretam albumina formam a camada mais espessa e profunda e as glândulas secretoras de muco fazem parte da camada mais superficial. Diferentemente, em oligoquetas aquáticos, o clitelo possui a espessura de apenas uma camada de células. Em relação à modificação de acordo com a estações do ano, o desenvolvimento do clitelo costuma coincidir com o período de maturação sexual, entretanto, isso não é regra, existem estudos que demonstram que nem sempre a gametogênese pode ser julgada pela presença ou ausência de um clitelo visível externamente. Na maioria dos oligoquetas terrestres, o clitelo é sempre evidente (de dois a sessenta segmentos), entretanto em algumas espécies ele só é bem notável em períodos reprodutivos, como é caso de Hirudinea. Em indivíduos imaturos, o clitelo é, às vezes, pouco visível e até mesmo inexistente. 

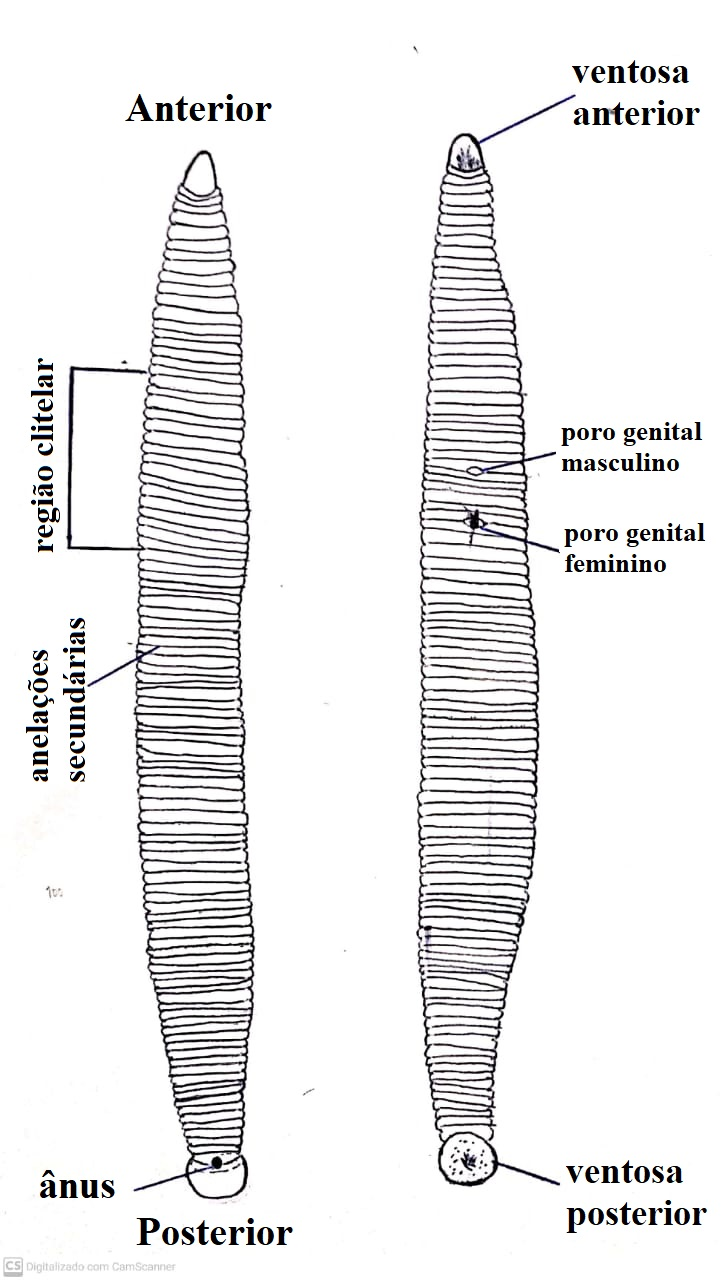
Esquema da morfologia de Hirudinea com clitelo pouco notável.

## Regeneração

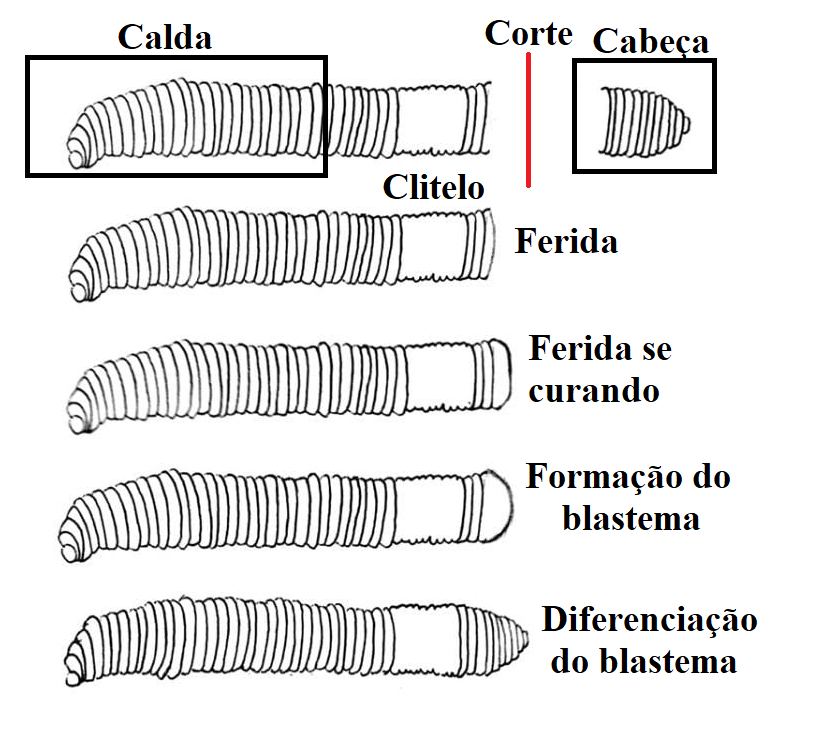
Diagrama esquemático de uma lesão sendo regenerada. A linha denota o local da amputação em Eudrilus eugeniae.

Estudos recentes demonstram uma função pouco conhecida do clitelo: a de participar do processo de regeneração, em algumas espécies de oligoquetas terrestres juvenis, como  Eudrilus eugeniae. A função exata do clitelo nesse processo ainda não foi estudada em detalhes, entretanto pesquisas apontam que anelídeos pequenos só conseguem realizar o processo de regeneração após uma lesão ou amputação, se o clitelo estiver intacto para a formação do blastema. Este consiste num agregado de células indiferenciadas que, após a lesão, aumenta em tamanho e diferencia-se, para iniciar a formação do novo segmento.